# 16544 Hochlehnert
16544 Hochlehnert è un asteroide della fascia principale. Scoperto nel 1991, presenta un'orbita caratterizzata da un semiasse maggiore pari a 2,8561809 UA e da un'eccentricità di 0,0753324, inclinata di 4,91585° rispetto all'eclittica.